# ABL Space Systems
ABL Space Systems is een Amerikaanse leverancier van lucht- en ruimtevaart- en lanceerdiensten, gevestigd in Long Beach, Californië, die draagraketten en infrastructuur voor raketverdediging produceert, voorheen bedoeld voor het in een baan om de aarde brengen van commerciële kleine satellieten. Het bedrijf produceert zijn componenten in de Verenigde Staten.
ABL Space Systems produceert de RS1, een tweetraps draagraket, en GS0, een uitrolbaar lanceerplatform. 